# 北斗神拳
北斗神拳（ほくとしんけん）は、武論尊原作、原哲夫画の漫画『北斗の拳』『蒼天の拳』に登場する架空の拳法。作中では「中国拳法」の一種といわれる。

## 概要
一子相伝の暗殺拳であり、2000年間他門に敗れたことはないとされ、戦いの中で奥義を見出し、常に進化を続ける点から「地上最強の拳」、「闘神の化身（インドラ・リバース）」と呼ばれている。北斗神拳の真髄は極限の怒りと哀しみであるといわれ、哀しみを背負う者のみが究極奥義を極められる。「北斗宗家の拳」の発展形。
陰陽でいえば「陽」の南斗聖拳に対し、「陰」の拳法にあたる。
その極意は独特の呼吸法により、潜在能力を100%引き出し、その全エネルギー（闘気）で敵の経絡秘孔を指や拳や足により直接的に、または間接的に遠距離から放ち突くことである。経絡とは実際の東洋医学においては血の流れ、神経の流れとされ、北斗神拳においては秘孔がその要である。経絡秘孔は全身に708あり、柔らかく押せば体内の治癒力を活発化させるが、深く突けば血の流れを異常促進させ細胞を破壊する。つまり、北斗神拳の極意は身体を外部からではなく、むしろ内部から破壊することにある。直接的な破壊、拳の物理的な力を重視する南斗聖拳に対し、気の流れを重視している。ただし、人体の潜在能力（=怪力）を100パーセント引き出し、闘気も駆使する北斗神拳は物理的破壊力も絶大であり、中には北斗剛掌波や岩山両斬波、北斗鋼裂把のように外部からの破壊を前提とした技もある。なお、南斗聖拳も北斗の伝承者争いに敗れた者が南斗へ合流していったため、ある程度の経絡秘孔に関する知識が伝承されており、レイも南斗虎破龍を使った際にケンシロウの秘孔を突いていた。なお、この呼吸法を用いれば長期にわたって食事を取らなくても肉体的な衰えがほとんどない。
北斗神拳では「人体の構造」や「気の流れ」を徹底的に研究しており、使い方を工夫すれば医学的な応用も可能で、トキは核戦争前、自らが伝承者になった場合、「北斗神拳を拳法としてではなく医学として使おうと思う」とケンシロウに語っており、北斗神拳伝承者にはならなかったものの実際に治療活動をしている他、ケンシロウも何度か秘孔を利用しての治療を行っている。
なお、北斗神拳で伝えられる秘孔は必ずしも人体にあるすべての秘孔を網羅したものではなく、ラオウやアミバにより未知の秘孔も研究されている。
北斗神拳の究極の到達点は「愛」であり、北斗琉拳のそれが「悪」であるのと対照的である。なお、北斗神拳伝承者には同じ北斗宗家の血を引く北斗琉拳の一族に対し「愛を説く」ことを初代創始者シュケンより代々伝えられている。

## 歴史
この拳法の成立はおよそ2000年前、後漢の時代に遡る。まだ小勢力であった西方の浮屠教徒（仏教徒）たちが、群雄割拠する乱世にあって、その教えを守り生き抜くためにあみだした秘拳であった。創始者は北斗宗家のシュケン。発祥地は洛陽の白馬寺。
白馬寺は北斗宗家の本部であり、中国に最初に仏教の教典がもたらされ、最も早く仏教を伝えた寺院である。北斗宗家は次世代の権力者を守護することで、仏教の庇護を得ようと考え、中国各地の仏教徒たちがこの地に会し、次世代の「天下の英雄」を誰とし、そしていかに護るかを真剣に模索していた。
その「護る」という過程の中で、北斗宗家はあらゆる研究を重ね、一つの暗殺拳を完成させた。これが「北斗宗家の拳」であり、この拳の完成をもって仏教は、時の権力者の庇護の元、中国に流布していった。この拳法は、時代の英雄を護るために進化を重ね、最強かつ無敵であり続けた。しかし皮肉にもその進化は、完璧な受け技までも完成させてしまい、同門同士の間ではもはや無敵ではなくなってしまった。
北斗宗家は新たな最強拳の創始のため、あらゆる手だてを考えたが、解決には一人の男児の誕生を待たねばならなかった。その男児こそシュケンその人で、生まれて間もなく「哀しみ」を背負う宿命を帯びた人物であった（参照:「オウカとシュメの物語」）。こうして人を得た北斗宗家は、ある拳法に目をつける。それは長い歴史の中で常勝し続けてきた「狼の血」を持った拳、｢西斗月拳｣であった。
｢西斗月拳｣は月氏の拳法で「点穴の術」を極意とし、戦場で複数の経絡秘孔を突くことで、敵に致命の傷を与えることを肝要としている。シュケンは「西斗月拳｣の門弟になることで秘孔の術を学んだが、白馬寺に帰る際、北斗宗家の高僧の命の通り、｢西斗月拳｣の高弟たちを皆殺しにする、悲劇の宿命を背負わなければならなかった。こうしてシュケンは｢北斗宗家の拳｣をベースにし、｢西斗月拳｣の経絡秘孔の技を取り込んで、地上最強の暗殺拳「北斗神拳」を完成させ、「狼の血」も「西斗月拳｣から受け継いだ。そして｢北斗神拳｣は英雄の盾となる拳として歴史の裏舞台に君臨することとなる。
シュケンによって完成された｢北斗神拳｣は一子相伝の暗殺拳として伝えられることになったが、歴史はほどなく三国時代を迎え、北斗宗家は白馬寺の会合で3人の英雄にそれぞれ｢北斗神拳｣の伝承者候補を付けることとした。こうして生まれたのが蜀の「劉家（北斗劉家拳）」、魏の「曹家（北斗曹家拳）」、呉の「孫家（北斗孫家拳）」である。この時代「劉家」から伝承者が生まれ、他の二家もサポートに廻り、「劉家」に跡継ぎがでなかった場合は、他の二家から伝承者を出すというシステムが構築された。
こうして天下は巡り、｢北斗神拳｣は伝承されていったが、ある時代「劉家」の伝承者が、とある日本の英雄とともに日本に渡り、｢北斗神拳｣の正統な嫡流は日本で伝承されることとなった。しかし、中国に残された「劉家」も拳法が伝承されていき｢北斗琉拳（北斗劉家拳）｣と呼ばれる拳法に発展していく。
日本の｢北斗神拳｣は｢本家｣に当たり、中国の｢北斗琉拳（北斗劉家拳）｣はいわゆる｢元祖｣に当たる。このような構図は、日本の｢本家｣に伝承者なき場合は、中国の｢元祖｣から伝承者を輩出する関係を生む。
- ここまでの出典は『公式 北斗の拳VS蒼天の拳 オフィシャルガイドブック』「拳法概論」。

『蒼天の拳』では、日本の｢北斗神拳｣の伝承者と中国の｢北斗劉家拳｣の伝承者と闘って、その勝者こそが正統な｢北斗神拳伝承者｣として認められる儀式｢天授の儀｣が登場する。この｢天授の儀｣で、歴代の｢北斗神拳｣の伝承者は常に勝ち続け、逆に｢北斗劉家拳｣の伝承者は敗北を重ねることになる。
あまりに凄絶なその秘拳は太平の世には「死神の拳法」書籍によっては「究極の暗殺拳」として忌避され、20世紀にはただ伝説として語られるのみであった。
修羅の国に渡ったケンシロウが、ボロを装っていたシャチから「アンタも北斗一派の拳を使う者か」と言われた際に「北斗に派は無い。北斗を冠しているのは北斗神拳のみ」と返答しており、当初は北斗琉拳の存在すら把握していなかったため、ケンシロウには上記の｢天授の儀｣などの伝承が伝わっていなかった。

## 北斗の掟
北斗神拳はその凄絶な力と創始者の悲話ゆえに一子相伝とされており、伝承者だけが次代に北斗神拳を伝えることができる。また伝承者以外は他流との闘いで奥義を封じねばならず、次代に北斗神拳を伝えてはならない。
伝承者候補になった場合は、奥義を教えられた後に候補者同士で争い「心技体」や人間性に優れたものが伝承者に選ばれる。伝承者の決定は先代伝承者が決定するか、候補者が1人を残して全員辞退することで決定される。なお、伝承者争いに敗れた（辞退した）者は、「自ら拳を封じて隠居する」か、「伝承者によって拳を破壊、もしくは記憶を奪われて拳を封じられる」のが掟である。しかし実際のところは暗黙の内に掟が緩くなっており、伝承者になれなくても北斗神拳の「拳法としての使用」が禁じられるだけであり、トキのように隠居後も北斗神拳の技や知識を医学の一種として活用することまでは禁じられてはいなかった。なお、一子相伝とはいえ、伝承者が他の伝承者候補の拳を封じることはまれであり、リュウケンに伝承者の座を譲り、自ら拳を封じたコウリュウはラオウとの戦いでは独自の北斗神拳を披露した。
このような一面はあるが、伝承者でなければ次代に北斗神拳を伝えてはならないことだけは確実に守られていた。
南斗聖拳との関係では、原作でリュウケンの言い残した「北斗と南斗は表裏一体。争ってはならない」という戒めがある。南斗との戦いを禁じて、それより生じる大きな禍を未然に防ぐ意味合いがあったが、シンは、自己の欲望からこの戒めを無視してケンシロウに挑んだ。ケンシロウもシンとレイとの戦いまでは最初こそ北斗と南斗の争いをためらっていたが、結局は戦っている。物語が進み佳境に入ってくると北斗と南斗の戒めは形骸化し、ラオウ対レイ、ケンシロウ対シュウ、ケンシロウ対サウザーと、北斗VS南斗の構図はもはや当然となり、多くの場合は勝敗もついている（牙一族を欺くため故意に相打ちに見せかけたケンシロウ対レイの場合を除く）。
北斗四兄弟の中で最も伝統と戒律を重んじるトキですら、サウザーの最期を見届けた後「残る（南斗六聖拳最後の）一星とも闘わねばなるまい」と発言し、表裏一体の掟が既に無意味となっていることを認めている。さらに『天の覇王 北斗の拳ラオウ外伝』においては、ラオウと、そして対戦した南斗の拳士（ハッカとリロン、ユダ、サウザー、リュウロウ）との間には、最初から「北斗と南斗は表裏一体」の一文は無きに等しく、闘いを繰り広げた。
そのような状況にあっても南斗最後の将たるユリアだけはこの掟を固く守り、北斗との融和を望んでいたことがシュレンの口から語られている。

## 分派・派生流派
北斗神拳は一子相伝ということもあり、南斗聖拳のように多数の流派は存在しない。ただし、現在から1800年前、中国の三国時代、魏呉蜀の三皇帝（曹操・孫権・劉備）を守護するため、北斗神拳より分離した「北斗三家」の拳が分派として存在している。それぞれ北斗曹家拳、北斗孫家拳、北斗劉家拳という。なお『北斗の拳』の劇中でケンシロウの使う北斗神拳がウイグル獄長から劉家北斗神拳と呼ばれていたことがあったが、北斗の掟では、時の北斗神拳の伝承者無き時は、劉家門からこれを出すとされている。すなわち、劉家と宗家は三家の中でも密接な関係にあるといえる。
そもそも、北斗神拳の奥義は代々の伝承者が独自に編み出したものであり、系統だった技は見られない。伝承者から伝承者になんらかの技としての奥義が伝えられることはまれであり、「心構え」を伝えるにとどめている。従って、ラオウ・トキ・ジャギ・ケンシロウで使っている技が全く異なり、彼らの拳はそれぞれ「別の北斗神拳流派」といえなくもない。また、技の継承も多少は行っているものの、基本的に自ら技を食らって覚えるという方法を取っている。なお、ケンシロウの技とラオウの技が似ているのはケンシロウにラオウが「実戦形式」で教えたからである。
- 北斗三家拳
  - 北斗孫家拳
  - 北斗曹家拳
    - 五叉門党（曹家拳の門弟たちの一派）

  - 北斗劉家拳
    - 北斗琉拳
    - 極十字聖拳
    - 魔導琉拳（ゲームのみの設定）
    - 天帝拳（ゲームのみの設定）
- 北斗無明拳（ゲームのみの設定）
- 北門の拳（『新・北斗の拳』、『小説 北斗の拳』で登場）
- サーラが使っていた医術（『新・北斗の拳』、『小説 北斗の拳』で登場）

## 使い手
- 歴代伝承者
  - シュケン（北斗神拳創始者）
  - 霞鉄心（第六十一代伝承者）
  - 霞拳志郎［閻王］（第六十二代伝承者）
  - リュウケン［霞羅門］（第六十三代伝承者）
  - ケンシロウ（第六十四代伝承者）
- 伝承者候補
  - 霞拳心（第六十二代の伝承者候補）
  - コウリュウ（第六十三代の伝承者候補）
  - ラオウ［拳王］（第六十四代の伝承者候補）
  - トキ（第六十四代の伝承者候補）
  - ジャギ（第六十四代の伝承者候補）
  - キム（第六十四代の伝承者候補 / 習得に至らず破門）
- ゲームに登場する使い手
  - ゲンカイ（第?代伝承者 / SS版『北斗の拳』）
  - FC版『北斗の拳4』の主人公（第六十五代伝承者 / FC版『北斗の拳4』）
  - リュード［覇拳王］（第六十五代の伝承者候補 / FC版『北斗の拳4』）
- 分派の伝承者･使い手 
  - 芒狂雲［霊王］（北斗孫家拳）
  - シャルル･ド･ギーズ（北斗孫家拳）
  - 孫家拳の師父（北斗孫家拳）
  - 張太炎（北斗曹家拳）
  - 章大厳（北斗曹家拳）
  - 北斗劉家拳･北斗琉拳の使い手は北斗琉拳#使い手を参照。
- 非正統の使い手
  - アミバ
トキになりすまし、村人を使って独自の北斗神拳を追求した。『天の覇王 北斗の拳ラオウ外伝』では、アミバは鍼針を極めた“北蛇鍼拳”なる流派名を自称している。
  - 光帝バラン
ラオウより、従卒として北斗神拳を掟により直接教えることはしなかったが、見ることで覚えることを許される。ある程度の経絡秘孔の知識を掴み取り、ラオウの得意技である北斗剛掌波をも駆使できるレベルにある[2]。
  - バット
少年時代からケンシロウの闘いを見て、多少の秘孔の知識を身につける。天性の身軽さを利用した独自の拳を使うが、破壊力はない。
- 自称北斗神拳の使い手
  - ギサツ
ジャギ配下の雑魚で、「ジャギ様から盗んだ」と自称。どの程度「盗んだ」のかは不明なままケンシロウに倒される。
  - ガイラ
アニメ版のジャギ配下の雑魚で、原作におけるギサツの役割を果たす。
  - デカン
ゲーム『北斗の拳4』に登場した元ジャギの部下。
  - ギース
『新・北斗の拳』に登場した自称北斗神拳の使い手。小説版では北斗神拳使いを自称していない。
  - 自称「閻王」の用心棒
『蒼天の拳』に登場。杜天風に喧嘩を売ったヤクザの用心棒で、「閻王」と「北斗神拳使い」を自称。ヤサカに殺害される。

## 北斗神拳・技名
秘孔名については経絡秘孔参照。

### ケンシロウ
北斗百裂拳
数多の素早い拳のひとつひとつが致命の秘孔を正確に突く技で、肉体を内側から爆裂させる。当初は相手の体をほとんど触るだけで秘孔を突きまくる技だったが、後にはほとんど拳の連打になっている。原作で技名が登場したのはジード666に使用した一度だけであるが、アニメ版では第1話、第5話、第8話と数回この技の名前を宣言している。
セガ（後のセガ・インタラクティブ）の格闘ゲーム『北斗の拳』（以下「格闘ゲーム」と表記）ではケンシロウの一撃必殺奥義となっており、回し蹴りヒット後の前半（50発）は拳の連打を、後半（50発）は脚の連打を叩き込む内容になっており、コンボに組み込んで当てても最終的にコンボヒット数が必ず100ヒットになるという演出を持つ。
タイピングソフト『北斗の拳 激打ZERO』では北斗百烈拳と誤表記されている。
『真・北斗無双』では、過去にケンシロウがジャギに、北斗八悶九断を放つ前に放ったパンチの連打も北斗百裂拳とされている。
北斗百裂脚
百発の蹴りを相手に食らわせ、北斗百裂拳と同じく正確に相手の秘孔を突く。
岩山両斬波
相手の脳天を叩き割る威力を持つチョップ。スペードの部下、牙大王戦などに使用。
タイピングソフト『北斗の拳 激打ZERO』では北斗岩山両斬破と誤表記されている。また、読み方は「がんざんりょうざんは」であるが、アニメ版では「がんざんりょうざんぱ」となっている。
北斗残悔拳
こめかみ近辺の秘孔・頭維を両手の親指で突き込む。指を抜いて3秒後（アニメでは7秒後）に相手は体が爆裂して死亡する。原作で使用されたのはスペードへの一度のみ。アニメ版ではジョーカーやウルフにも使用しており、計3回使用している。
交首破顔拳
顔面に膝蹴りを食らわせ、首の秘孔を突く技。首から捻じ曲がり、顔が割れて死亡する。原作ではダイヤを倒した1回のみだがアニメ版では3回使用している。
五指烈弾
指の付け根に闘気を送り、指の関節ごと破壊してしまう技。シンの部下・クラブが手先に大きな鎌を付けていたことから、それを根こそぎ破壊したもの。牙一族のマダラ、アニメ版でアミバ配下のゴウダとの戦闘でも使用。
北斗柔破斬
分厚い皮下脂肪で秘孔が隠れている肥満体のハートに対し放った技で、高速の蹴りの連打で脂肪を移動させ、秘孔を突く。
蹴りの連打後の止めを刺す場面において、原作および旧劇場版では両手の指で秘孔を突いているが、テレビアニメ版では片手（右）の拳を打ち込む描写となっている。
ゲーム『北斗無双』では、蹴りを一発放った後ジャンプして空中から周囲に無数の蹴りを繰り出し、最後に突進を放つという、集団戦向けの技になっている。
ウィルスバスターソフトでは、蹴りの連打が拳の連打に変更されている。
北斗飛衛拳
過去の回想でユリアを奪おうとしたシンの南斗獄屠拳（アニメ版では南斗獄殺拳）に対抗して放った技。技自体は飛び蹴りのようなもので、すれ違い様に蹴りの連打を食らわせながら秘孔を突く。技名はアニメ版のみの登場で、原作および86年映画版、『ユリア伝』では発していない。なお格闘ゲーム版でもこの技名で使用している。アニメ版においては、過去の対戦で敗北したケンシロウは原作同様に四肢の関節を切られたが、再戦時にも用い逆にシンの肩当てを打ち壊している。
北斗十字斬
シンに対して使用した技。拳の連打で血の十字架の形に秘孔を突き、死に至らしめる。突かれた相手は1分後（アニメでは3分後）に爆死するが、効果が発動する前にシンは自ら命を絶った。技名は原作では付いておらず当時のゲーム版（セガ・マークIII版・FC版1作目）では「北斗百裂拳」名義にされており、北斗十字斬の名はアニメ版で名付けられた。格闘ゲーム版では使われてはいないが、ケンシロウの未使用ボイスの中にこの技名が入っている。
北斗鋼筋分断脚
バットと旅をしている時にたどり着いたオアシスで、荒くれ者を相手にした時のに使った技。その名の通り筋肉を切断する技のようだが、食らった者がまともに働いて食うだけの筋力を残してもらっているように、蹴りの度合いによっては残す筋力を調整できる様子。
北斗繰筋自在脚
両足の蹴りで敵の両頬の秘孔を突いて、全身機能を狂わせ自在に操れるようにする技。GOLAN隊長（アニメ版ではゴッドアーミーの少佐）との戦いで放ち、この技をまともに喰らった隊長は秘孔・明見で勝手に両腕が左右に広がり、自ら持っているワイヤーで首を切断させられて（アニメ版では自分の鞭で首を絞めさせられて）処刑された。なお、技の名前はアニメ版で登場し、原作では「北斗神拳の奥儀の1つ」とケンシロウが言っただけである。
北斗連環組手
自らの拳やその場に落ちていたり敵から奪った武器などで、襲い掛かる多数の敵を退ける技術。ほんの初歩の組み技なので致命の秘孔は突いていない。マッド軍曹率いるGOLANの訓練兵たちをこれで全てあしらっている。技名はアニメ版から登場。
空極流舞
自分に向かって飛んでくるものに対し、流れるように身をかわし、さらには隙を突くように破壊する。GOLANの長・カーネルに対する迎撃として使った技。
北斗壊骨拳
眉間と鼻の線の交点に当たる部分の秘孔を突く技。体が内側にへこみ、骨が内側に折れ、体の後ろに全身の骨が飛び出す。カーネルにとどめを刺した技。
北斗虚無指弾
顔にある秘孔を瞬時に突くことで、数日間の記憶を消させる技。ジャッカルの偵察隊の2人組に対して使用した。
北斗断骨筋
ジャッカルの手下・元プロボクサーに放った技。パンチをかわした直後に腕の秘孔を突くことで、相手は腕が捻じ曲がって顔面が陥没し死亡。アニメ版では未使用。
北斗七死星点
ビレニィ・プリズンに幽閉された羅漢仁王拳の使い手・デビルリバースに放った技。奥義・転龍呼吸法で力を極限にまで引き伸ばし、北斗七星を描くように通常より深く秘孔を突き、より大きな破壊力を発揮する。ケンシロウ自身の解説によると、すべての肋骨を内側に折る効果があるという。
北斗千手壊拳
牙一族の幹部・ケマダに放った技。瞬間的に千の拳で突かれたような衝撃だが、突かれた相手は痛みも無く5秒で死亡する。ケマダは5秒経つ前にレイに切り刻まれたが、その後しっかり爆発していた。
北斗破顔拳
牙一族のマダラを倒した技。相手の顔面の秘孔を裏拳でめり込み、数秒後に頭が割れて全身を破裂させる。なお、技の名前はアニメ版で登場。
聖極輪（北斗神拳秘伝）
牙大王の策略にはまり、やむなくレイと戦うことになったケンシロウが見せた構え。互いに秘孔を突き、一時的に仮死状態になることで本来の敵を欺く北斗・南斗に共通する合図となる。
北斗龍撃虎
聖極輪の構えの後に、ケンシロウがレイの「南斗虎破龍」と同時に放とうとした技。ケンシロウはレイの頭に必殺の拳を放ったかに見せかけて、右頬の仮死に至る秘孔を拳で突いた。格闘ゲーム版では相手の攻撃を受け止めて反撃する技となっている。
北斗八悶九断
継承者がケンシロウに決まったのを妬んだジャギがケンシロウを襲撃した時、逆に返り討ちにあい放たれそうになった技。当時は兄との思いからケンシロウは技を放つのを直前で踏みとどまった。
原作やアニメでは一切の解説が無かったが、FC版『北斗の拳2』の攻略本に「北斗八悶九断とは、8つの苦しみを与え、体を9つの破片に爆発させ、相手の息の根を止める秘拳である」と解説が載せられている。
北斗鋼裂把
カサンドラのウイグル獄長の蒙古覇極道を指6本で受け止め、反撃として肩の筋肉と腱をズタズタに引き裂いた技。受け止めたときは両手の指3本ずつだったが、引き裂いたときには片手で受け止めていた。北斗無双では、同じ動作で目の前に気の塊を出現させて爆発させる技になっている。
北斗七死騎兵斬
ラオウとの戦いの時、黒王号にまたがりながら戦うラオウに用いた技。効果は不明だがラオウのかぶっていた兜を割り、顔に傷をつけた。
格闘ゲーム版では手刀が当たると蹴りで迎撃する技となっている。
北斗有情猛翔破
聖帝・サウザーとの決戦の時にケンシロウが放った、愛を憎悪するサウザーに対し愛をもって戦ったケンシロウのサウザーへの憐みの拳。技自体は後にカイオウに止めを刺した技と同じフォームで繰り出されたアッパーカットで、痛み一つ感じさせずに相手を葬る北斗有情拳の基本に沿った技。
ゲーム『北斗無双』では最初に回し蹴りを3回連続で放ってから、アッパーを放つ流れになっている他、トキの北斗有情拳と同じくこれにより倒された敵は快楽を味わいながら爆死する。また格闘ゲーム版では対空迎撃技となっている。
『真救世主伝説 北斗の拳』では本来はトキの技であるらしく、ケンシロウがサウザーに対して猛翔破を放った際にそれを目の当たりにしたラオウが「あやつ（ケンシロウ）、お前（トキ）の技を…」と呟き、トキと共に驚嘆の意を表した。
北斗天帰掌
もし相手の拳に倒れようとも相手を恨まずに天に帰るという北斗神拳流の誓いの儀式。ラオウに戦いを挑むトキへ待ったをかけたケンシロウに対し、トキが見極めとしてケンシロウに戦いを挑んだ。そのときの結果は相打ちの引き分けになっている。なお、『蒼天の拳』でも霞拳志郎と劉宗武が「天授の儀」でも使った。また格闘ゲーム版ではケンシロウ VS. トキという組み合わせの場合、掛け合いで互いが使用している。
北斗剛掌波
北斗千獄拉気拳
『北斗の拳・LAST PIECE』でＸ郡都の司刑隊長ダルジャを倒した技。相手の身体に無数の痕が残るほどの連打を叩き込んで全身の秘孔を突く。喰らった相手は最初こそ痛みや痒みは感じないが、数秒経つと痛みを感じつつ、顔が歪みながら真っ二つに割れて死亡する。
- 以下テレビアニメオリジナル技

北斗四方斬
敵が4人いる状態で四方から襲い来る敵に蹴りや拳で相手の秘孔を突いて、同時に撃滅させる。
北斗百方斬
技自体は北斗四方斬と同じ効果だが、こちらは敵がさらに多数いる時に用いている。
交首破頭拳
ゴッドアーミーの最高警備隊隊長バッカムを倒した技。敵の背後にジャンプで回り込み、その隙に後頭部に飛び蹴りを叩き込んで爆死させる。「交首破顔拳」と名称は似ているが、こちらは「破頭拳」である。
飛鳥空斬波
アニメ第9話でケンシロウが、南斗聖拳の流れを汲むコウモリ拳の使い手を倒した技。北斗飛衛拳のように飛び蹴りで相手と技を交わし、一瞬の内に秘孔を突いて爆死させる。
烈火逆流拳
アニメ第10話でケンシロウが、南斗龍神拳のドラゴンを倒した技。喉を詰まらせて炎を吐かせなくする技で、そのまま爆死させることになった。
命奪崩壊拳
アニメ第15話でケンシロウが、ザリアの南斗暗鐘拳で蘇った死者たちを倒した技。相手の腹部に強烈な肘打ちを当て、肉体に亀裂を走らせて崩壊させる。
北斗翻車爆裂拳
アニメ版のみ登場。回転しながら蹴りや拳で秘孔を突いて、同時に撃滅させる。北斗百方斬との違いは不明。単に「翻車爆裂拳」と呼ぶこともある。指を鳴らすと同時に撃滅させている場面もある。
北斗繰筋自在拳
アニメ第16話のみ登場。強烈な一撃を叩き込むと同時に、肉体を意のままに操れる秘孔を突く。仲の悪かったジャンクとバロンは、この技によって自分たちの意思とは無関係に体が勝手に抱き合い、締め付けながら爆死した。
北斗千連脚
アニメ第18話でケンシロウが塊し屋軍団ウルフの部下たちを倒した技。集団で襲ってくる敵陣の中をダッシュで猛然と突っ込み、次々と襲い来る敵に秘孔を突いて倒す。
北斗虚空斬
アニメ第19話で南斗人間砲弾のガレッキーに対して使用。空中から襲ってくる敵に飛び蹴りで応戦し、すれ違い様に相手の秘孔を突いて体の自由を奪い取る。北斗飛衛拳や飛鳥空斬波と似ているが、これは敵を倒すことそのものを目的とはしていない。
北斗縦列破
アニメ第20話のみ登場。南斗列車砲の責任者トウダの配下たちを、技名通り縦列に並んだ状態で秘孔を突いて全滅させた。
発勁の法
アニメ第21話でアニメ版オリジナルキャラクターであるジョーカーが放ったトランプでの攻撃を防ぐために使用した技。体からオーラを放ち飛び道具を無効化する。
北斗旋風連撃
アニメ第22話でケンシロウがKINGの親衛隊たちを倒した技。前方から襲ってくる敵集団とすれ違いざまに秘孔を突いて爆死させる。
北斗胸殺刺突拳
アニメ第31話でジャギの部下に対して放った技。胸の秘孔を突きその部分を破裂させる。
北斗双龍破
読み切り版およびアニメ第33話のみ登場。両胸の秘孔を拳で力強く強打する。
北斗撃墜指
アニメ版で2度登場。第38話でターゲルに使用。額の秘孔に指を突き入れ、抜いた後3秒後に爆発するという技（深々と刺さっているが、痛くはないらしい）。第54話ではゴーギャンに対して使用したが、空中から勢いに任せて落下し、額を突く技となっている。
北斗円環斬襲脚
アニメ第92話のみ登場。その場でジャンプしてから、周囲を囲む敵に回し蹴りを見舞う。直接の打撃が接触していないようにも見えるが、致命の秘孔は突かれていた。

### 霞拳四郎（読み切り版主人公）
北斗百裂弾
読み切り版のみ登場。前述の北斗百裂拳の基になった技。
北斗絞首逆折
読み切り版のみ登場。首と頭部の秘孔を突くことで、逆方向に首が捻られる技。
流星破顔脚
読み切り版に登場した技。左右の回し蹴りで相手の顔を蹴ることで秘孔を突く。対象は体の中心から左右の部位が上下に別れ絶命する。

### 霞拳志郎
当門穴破指挿（とうもんけつはしそう）
霞拳志郎がゴランを倒した時に使用。周囲の人間にはわからないように、指先による突きの連撃で対戦相手の内部の骨だけを破壊する。
雷暴神脚（らいぼうしんきゃく）
張太炎の無影脚に対し拳志郎が使った飛翔軽功の術。弾丸のような動きで、鉄の壁面にすら衝撃の跡ができるほどのスピードで太炎の攻撃を次々とかわした。流飛燕戦でも使用するが、速さに勝る飛燕には破られた。拳志郎の父・鉄心も無敗の拳仙・李散との闘いで使用したことがある。
調気呼吸術（ちょうきこきゅうじゅつ）
北斗の拳の基礎にあたる術。特殊な呼吸法によって、水の中でも長時間息を止めたまま活動できる。拳志郎のほか、孫家拳のギーズや曹家拳の太炎、五又門塔も使用している。
北斗百裂拳
ケンシロウのものとは違い怪鳥音（あたたたた）もなく、完全に拳の連打になっている。攻撃が終わってなお、宙に拳の残像が残るほど凄まじい拳撃であるが、西斗月拳のヤサカはこれを紙一重で躱し、死んだフリを披露した。
北斗鋼筋破断拳（ほくとこうきんはだんけん）
敵の身体に拳の連打を叩き込み、全身の筋肉を退化させる。
北斗百烈咆弾（ほくとひゃくれつほうだん）
拳の形をした闘気を作り出して放ち、離れた相手に対し北斗百裂拳を放つ技。
北斗爆気功破（ほくとばくきこうは）
特殊な呼吸法によって自身の筋肉を膨張させ、体躯を大きくするとともに力とスピードを増加させる。
天破豪活殺（てんはごうかっさつ）
天破活殺と同じく、闘気によって離れた敵の秘孔を突く技。敵が闘気で身を包んでいても、それを打ち破るほどの威力を持つ。
北斗心崩懺（ほくとしんほうざん）
敵の胸に掌打を打ち込み、肉体を光とともに消し去り、痛みを感じさせずに安らかな死を与える技。

### ジャギ
北斗千手殺
ジャギとの組み手の時、含み針によってダメージを受けたケンシロウがジャギに食らった技。名前の通り、多くの打撃を繰り出す。百裂拳などと違って拳ではなく貫き手による攻撃である。ほぼ実戦形式の組み手であったために秘孔を突かれたかに見えたが、全て秘孔を外れていた。
格闘ゲーム版では空中で出す技になっているが、『北斗無双』では地上で放っている。
『極悪ノ華』では、ジャギが自力で編み出して名前をつけたオリジナルの技とされている。数十人のチンピラに囲まれた際、千本にも見える無数の手で一瞬にしてチンピラの大半の秘孔を突いて殺害し、生き残ったチンピラからその圧倒的強さを「救世主」と崇められるきっかけになった技である。
北斗羅漢撃
突進しながら拳による攻撃を連続で行う、いわゆるジャギの「百裂拳」のようなもの。一応、秘孔は突いているものの、攻撃力はケンシロウ（および『蒼天の拳』の拳志郎）の「百裂拳」以下。
『極悪ノ華』では由緒正しい北斗宗家の血が流れる才能豊かな他の3兄弟に対し、捨て子出身で武芸の技量に日々水をあけられつつあったジャギを不憫に思ったリュウケンが自らジャギに伝授した思い出の拳であり、後述する奥義「北斗羅漢撃」に到るための道とされる。

### トキ
北斗有情拳
苦痛を与えることなく相手の命を奪う北斗神拳奥義の総称。相手に情けや憐れみをかける拳とされ、なかでもトキの有情拳にかかった者は死ぬ間際に天国を感じるとすら言われる。サウザーとの戦いではケンシロウも使用した（北斗有情猛翔破）。
北斗有情破顔拳
カサンドラでケンシロウとの再会を目前にしたトキが、それを阻止せんとする2人の獄吏に放った技。胡坐をかいて座ったままの状態で使用した。闘気をもって秘孔・牽正を突き、受けた者は腕や脚が苦痛も無く折れ曲がりその後爆発する。アニメではサウザー配下の軍勢に対しても使った。格闘ゲーム版では相手を一撃で倒す「一撃必殺奥義」としてこの技を使用している。
北斗有情断迅拳
ケンシロウとサウザーの決戦を見届けに赴く際、襲い来るサウザー配下の一隊をすれ違いざまに全滅せしめたトキの技。病に侵されながらもまったく衰えを見せないその拳の冴えは、ラオウをして「恐ろしい男」といわしめた。格闘ゲーム版では超必殺技「究極奥義」となして登場。
天翔百裂拳
空中で放つトキ流の北斗百裂拳。ラオウに両手と両膝を地につかせるほどのダメージを与えた。格闘ゲーム版でも同様に空中用必殺技として使用している。
北斗百裂拳
新OVA『トキ伝』で使用。実戦ではなく演武で披露した技ながら、舞い落ちるイチョウの葉全てに正確に穴を穿つ、美しく華麗なものであったが、ラオウからは「その拳で俺の肉体を貫くことはできない。北斗神拳に美しさは不要」と酷評された。
刹活孔
トキの使用する秘孔を突く技術で、相手の秘孔を突いて時間差で相手の身体を麻痺させる方法と自らの秘孔を突いて当て身系の攻撃に星取り能力を付与する方法の二通りある。本来用いるのは後者のパターンであり、攻撃としてではなくあくまでパワーアップの補助的作用を前提にして使用する。アミバにも似たような攻撃を行うものの、こちらは完全に後者のパターンのみ使用となる。

### ラオウ
無想陰殺
ラオウが背後を取ったトキに対して放った蹴り技の際に披露された。「殺気を読み、相手との間合いを見切り、無意識無想に繰り出される必殺の拳」とケンシロウが解説しているとおり、蹴りに限らず自分の間合いに入ってきたことを意識的に認識せずとも技を繰り出せるためスキが存在しない。いわば無敵の拳。
格闘ゲームでは自動的に繰り出されるような技ではないが、ゲージを使用して本来キャンセルで技を出せない状況でも出せる特殊な技となっている。
北斗剛掌波
圧縮した闘気を放つ、ラオウが最も得意とする奥義。同じ闘気放出技である天破活殺に似ているが、天破活殺は闘気によって秘孔を突く技であるのに対し、こちらは純粋に物理的ダメージを与えることを主眼とした技である。
並の敵は葬れるが、ケンシロウなどの闘気を操ることができるレベルの拳法家には通じない。ケンシロウも使えるが、両手で放つ（片手でも放つこと自体は可能）。受ける者の目には闘気によって「手が大きく見える」のが特徴。
北斗円掌波
『北斗の拳 ラオウ外伝 天の覇王』にてラオウが南斗飛燕拳の使い手であるハッカとリロンに放った技。同時側面攻撃を仕掛けてきたハッカとリロンを、両掌から回転させた闘気によって迎撃し、ねじり倒して葬り去った。
北斗輯連打
『北斗の拳 ラオウ外伝 天の覇王』にてラオウがユダに放った技。ラオウ流の北斗百裂拳と言える。本編ではトキやコウリュウに似たような技で止めを刺している。
北斗一点鐘
『北斗の拳 ラオウ外伝 天の覇王』にてラオウがサウザーに放った技。自分の闘気を相手の身体に流して秘孔を突くもの。特異体質であるサウザーの秘孔を突くことこそできなかったものの、闘気そのものの破壊力によって痛手を負わせた。

### その他
北斗仙気雷弾
魔界に落ちた若き日のジュウケイに対して、暴走を止めるためにリュウケンが放った技。上空から自身の姿を残像化させ稲妻の如く放つ技。アニメ『蒼天の拳 REGENESIS』でも、シメオンの天斗竜櫃開螺に対抗するために拳志郎が用いた。拳志郎の場合は分身を作り出し、シメオンの作り出した分身に対して1つずつ相対させていた。
七点掌
バランがラオウから盗み、ケンシロウに見せた北斗神拳の構え。
北斗天帰拳
OVA『新・北斗の拳』に登場。劇中でケンシロウは放っていないが、彼の行く手を阻もうとしたクリフランダー（北門の拳の使い手）のジネンたちが、これと似たような構えを取っている。構え自体は北斗天帰掌と同じである。
黒洞天殺
霞拳心が用いた、北斗神拳の奥義にはない彼独自の奥義。北斗神拳と天斗聖陰拳の2つの気を練り合わせて黒い繭状の結界を作り出し、相手を包み込む。包まれた相手は繭の中で次第に衰弱し、死に至る。拳心によると「誰しもが持っている心の闇」を利用した技であるが、友の思いによって力を取り戻した拳志郎には通用しなかった。

## 分派の技一覧

### 各分派共通
秘雷孔（ひらいこう）
複数の秘孔を突いておき、不用意に秘孔を突くと肉体が爆発する。
雷暴神脚（らいぼうしんきゃく）
飛翔軽功の術で後述する張太炎の用いる無影脚以上の加速で移動が可能。北斗神拳以外にも劉家拳や西斗月拳にも同様の技が存在する。
調気呼吸術（ちょうきこきゅうじゅつ）
北斗各派に伝わる特殊な呼吸法の一つ。『蒼天の拳』では水中内でも十数分間息継ぎ不用で活動できる理由として五叉門党により解説されている。

### 北斗曹家拳
曹家を守護するために生み出された拳で、純粋な破壊力を追求した力強い体術に基づいた格闘術を基本とする。また指を直接相手の脳に突き入れ、本人の意識すらも操る・無意識の内に指示を仕込む「操作術」などの謀事に特化した拳としての一面もある。配下に五叉門党を従え、下位組織にも一定の秘孔や呼吸法の伝授などは行われているが、曹家拳伝承者のために犠牲が必要な場合や他の一派との交戦において対策が無い時は秘孔を突いて自決するように厳命されている。
九神奪命（くしんだつめい）
相手の脳に指を突き入れ、刺激や脳組織の練りの程度によって指を突き入れられた存在を直接操る。
霞拳志郎も後に修得した他、技名こそ明かされてはいないものの『北斗の拳』でケンシロウも使用。
使用時に条件を仕込んでおくことで別の秘孔の効果を誘発させることも可能。『蒼天の拳』の登場人物である羅虎城の場合、霞拳志郎に自身のフルネームを口にすることを致命の秘孔の発動条件に設定され、後にうっかり口にしてしまった結果、仕込まれていた秘孔が発動して死を迎える結果となっている。
堕天掌（だてんしょう）
相手の死を予告する儀式的な構え、作中では霞拳志郎によってその名前が明かされている。
張太炎の邪拳
張太炎が師父・章大厳を殺害するために編み出した独自の拳法。圧倒的な力でねじ伏せる「剛」の曹家拳に対し、その間隙を縫うことで致命の一撃とするいわば「柔の拳」であり相手の虚を突くことに特化した拳であるため厳密には「曹家拳」とは異なる。
無影脚（むえいきゃく）
元は「不敗の拳仙」李散の技で曹家拳の技ではない。張太炎に直伝された。相手に当たれば脚の跡がくっきり残るほどの蹴り、および移動の技。
爆龍陽炎突（ばくりゅうようえんとつ）
張太炎が独自に編み出した技（曹家拳の技ではない）。鞭のようにしなる両手足で高速の突き、蹴りを繰り出す。
幻夢百奇脚（げんむひゃっききゃく）
張太炎の技。無影脚の連打。

### 北斗孫家拳
孫家を守護するために生み出された拳で闘気を自在に操る「操気術」を基本とする。また、闘気の代わりに狂気を用いることで体内を巡る気脈の流れを変える禁じ手も存在し、純粋な拳術では測れないあらゆる「気」の流れの操作に特化したものとなっている。後述する北斗神拳奥義「天破活殺」も本来は孫家拳の奥義である。
操気掌（そうきしょう）
相手の気を抜き、力を削ぐ。
狂神魂（きょうしんこん）
奥義。経絡を操り、狂気を究極に高める。この際、頭蓋骨が変形し、脳に異常な圧力を与え続けることで凶暴性と狂気を持続させる。
秘孔変位（ひこうへんい）
奥義。気と血流を変えて秘孔の位置を自在に変える。しかし北斗神拳にはこの技を以ってしても変位しない秘孔である「奇穴」の存在が数箇所認知されていた。
狂神魂共々、非常に難度の高い技であり、技の完成の確認のために致命の秘孔を突くことになる。このため、これらの技を会得した芒狂雲は中毒の危険性を承知で阿片による「死の恐怖からの逃避」無くしてはどちらの奥義も実ることはなかったという。

### 北斗劉家拳
劉家を守護するために生み出された拳で圧倒的な「闘気」で場を支配することに長ける。孫家拳との違いは純粋な闘気の「操作」とは異なり、相手を膨大な闘気で飲み込み、主観的な間合いの誤認や行動の阻害によって相手の行動そのものを誘導し、劉家拳の使い手が先んずることにある。後の北斗琉拳。
技については北斗琉拳#技を参照。

### 北門の拳
名前の由来は仏教の「四門出遊」の北門から。『北斗の拳』の約400年前に伝承者争いに敗れた者が今一度自身の拳を見つめ直すために開いた修行の拳でその拳の大部分は北斗神拳に用いられている経絡秘孔の技術に基く。故に使用する技も北斗神拳に準ずるが、最大の特徴として強敵に対応するものではなく己自身に問いかけることを重要視しているため、対人戦闘は戦乱を生み出す力として拠点寺院内に封じられている「各国からの廃棄兵器」を狙う者、または「北門」から逃亡・脱落しようとする者への誅罰を除き禁じられている。核戦争以前より、各国の兵器実験場兼廃棄場所であった「クリフランド」地域を拠点としており、そこに住まう『北門の拳』を学ぶ者たちは「クリフランダー」と呼称される。
OVA版ではクリフランダーとなった者の多くが額に青色の水滴のような独特な文様の刺青を施しているが、当代の指導者である北門の老師やその付き人、離反者のセイジには施されていないことから強制ではない様子。
北斗天帰拳（ほくとてんきけん）
北門の拳奥義。最初に天帰掌の構えをとり、そこから天衣無縫に変化した様々な構えにより繰り出される体術の総称。
しかしあくまで「修練の拳」であるため、致命の行動としては北斗神拳に劣るという感想をケンシロウは作中で抱いている。
閉血愁（へいけっしゅう）
本来は不治の病に苦しむものに対し、抱いている苦痛を和らげつつ徐々に心臓の機能を停止させる「有情拳」に通じる慈悲の拳のための秘孔。

## 奥義
二指真空把
二本の指で矢などを挟んで受け、敵に投げ返す技。ケンシロウ、ラオウが使用。レイもその存在を知っていた。アニメでは矢を指で挟んだ後に軌道を180度変える様が詳細に描写されている他、南斗孤鷲拳のシンも使用している。新劇場版では数百本の矢を返すバージョンも存在する。北門の拳ではこの技を二指無空把と呼ぶ。
転龍呼吸法
常人では潜在能力の30%しか引き出せない力を、独特の呼吸法で100%にまで引き上げるもの。発動する際、筋肉が膨張し、髪の毛が逆立つ。デビルリバースとの戦いの際使ったが、それ以前のスペードの部下との戦いの際にも、ケンシロウは潜在能力に関することを解説している。
北斗羅漢撃
ジャギがケンシロウに放とうとした技。両腕を高速で上下に動かすことによって相手を幻惑し、突く。突きの速さを誇示していたジャギだったが、技に行くと見せかけて含み針を放つもケンシロウに見破られる。
アニメ版およびセガの格闘ゲーム版では相手に突撃しつつ連続突きを入れる技となっている。格闘ゲーム版では突きの最中に含み針を飛ばすこともできる。
原作および『極悪ノ華』、そして格闘ゲーム版全てに共通する点は技に入る際の、親指だけを曲げた両の手のひらを相手に向ける中腰の構え。『極悪ノ華』では全ての雑念を捨てた者にのみ極められる技とされ、先代伝承者から直接奥義そのものを伝えられることが少ない北斗神拳の中で、ジャギがリュウケンから直接伝授された奥義。また、ジャギがこの構えに至ったのを見てトキが「あれは羅漢撃」と言っている。
なお『北斗無双』では、最初に含み針で相手を怯ませた後、突きを3回放つ技になっている。突かれた相手は一定時間後に爆発する。
醒鋭孔
ジャギとの戦いの時に使った奥義。秘孔を突く技だが、醒鋭孔は秘孔名ではない。突くのは龍頷という秘孔。突かれた者は全身を痛感神経で包まれ、軽く触れただけで全身を痛みが覆う。
秘孔封じ
アミバと戦ったケンシロウが用いた技。もし誤って秘孔を突かれても、秘孔自体を破ることで効果を打ち消してしまうもの。「本物のトキが秘孔をついたのなら防ぐことはできない」とケンシロウ自身が語っているので、破ることができるかどうかは相手の技量による。実際、後にケンシロウはトキに秘孔を突かれ、特殊な状況に至るまで破ることができなかった。
残悔積歩拳
アミバに対して用いた技。技自体の見た目は相手に対し北斗千手壊拳のように多くの打撃を加えるものだが、最大の特徴は攻撃を受けた対象が自身の意思に関係なく後ろに歩き出すというもの。ビルの上階で突かれたアミバはそのまま後ろ向きに歩まされ、建物の縁を越えて転落したが落下途中に体が破裂した。
七星点心
師父・リュウケンが継承者争いに敗れたラオウを封じるために用いた技。北斗七星の星の配置を模した動きをすることで相手に気配を読ませることなく追い込むというもの。しかし、病魔に侵されていたリュウケンは技を放ちきる前に倒れ、逆にラオウに殺害された。なお、この時にラオウも習得し、ラオウがケンシロウとの闘いでこの技を用いることで結果としてケンシロウに伝授されることとなった。なお、ケンシロウもこの奥義を使うが、カイオウには見破られている。アニメでは「人間が絶対に消せない七つの隙を突く」技で、その軌道が北斗七星の形となると説明されている。
七星抹殺
ケンシロウとの痛み分けで深手を負ったラオウが傷の癒え具合を確かめるためにコウリュウに戦いを挑んだ際、コウリュウがラオウに対し用いた奥義。北斗神拳唯一の相打ちを狙う技であることからラオウはコウリュウの決意を悟り真剣勝負の展開となったが、地力に勝るラオウの拳がコウリュウの拳を手首から吹き飛ばしたために結局この奥義は日の目を見ることは無かった。
タイピングゲーム『激打2』や『LEGENDS ReVIVE』では、重ねた両掌を突き出して渾身の一撃を見舞う技となっている。
水影心
一度でも戦ったり見たりした相手の技を習得する奥義。ただし、どの程度までのレベルの技を写し取れるかは不明。
最初にこの奥義名が表に出たのは、南斗白鷺拳・シュウに対して、南斗紅鶴拳・ユダの「伝衝裂波」をケンシロウが放った時である。しかし、本編ではケンシロウがユダと絡んだことはなく、本当に「見ただけ」である。
後にケンシロウは、闘った相手の多くの技を使っている。顕著な例として、レイの「南斗水鳥拳」、シュウの「南斗白鷺拳奥義：烈脚空舞」、ラオウの「北斗剛掌波」「天将奔烈」、トキの「柔の拳」など。
天将奔烈
ラオウの秘奥義。練り上げた闘気を一気に放出する。北斗剛掌波との違いは放出する闘気の量が圧倒的に多い点。ラオウいわく「ラオウ無敵の拳」。ケンシロウも使用できる。
天破の構え（秘奥義）
呼吸法と共に、右腕を上、左腕を下から北斗七星の線に沿うように流していき、最後には左腕と右腕で北斗七星の形を作ったもの。この構えを取ることで体内で闘気を練り上げていく。さらに不動の構えを取ることで確実に天破活殺を命中させる。この構えを取らずとも天破活殺は放つことは可能。『蒼天の拳』に登場する西斗月拳にも同様の構えがあるらしく、作中では拳志郎が月氏族のある遺跡に足を踏み入れた際、天破の構えを象った石像が置かれていた。
天破活殺
触れずに闘気で相手の秘孔を突く必殺の拳。これによりサウザーはケンシロウに致命的な秘孔を突かれた。北斗七星の形に闘気を放ち、正面から食らったサウザーの体は正面は傷つかず、背中から七星の形に出血し、背後の岩が七星の形に吹き飛んでいた。
『蒼天の拳』において霞拳志郎も流飛燕との闘いで使用しているが、この時は天破の構えによる動作を取っておらず、芒狂雲（霊王）との闘いで会得したと語った。その際に流飛燕は本来この技は「闘気で秘孔を突く」という北斗孫家拳の秘技であると看破し、直後に拳志郎もそのことを認めている。
さらに応用として秘孔を突く以外にも強固な筋肉という鎧に包まれた体内の臓器に対して、闘気によって体の内側から直接打撃を加えることも可能。『蒼天の拳』においては霞拳志郎が流飛燕に秘孔突きを封じられた際に飛燕の心臓を直接闘気で打ち抜くといった攻撃手段を用いている。
闘勁呼法
ラオウとの戦いの際にトキが使った技。呼気と共に体内の闘気を蓄え吐気とともに一気に拳に集約する剛拳の呼法。余波で衝撃波が起きるほどの技だった。
無想転生（究極奥義）
北斗神拳究極奥義。哀しみを背負うことで修得できる。「無から転じて生を拾う」という意味合いを持つ。実体を空に消し去り、敵の攻撃を「透明無敵化」にしてかわし、一撃を与える。これを発動されると回避も攻撃も無効になる。なお、この技を認識して放った者は皆無であり、全くの無意識のうちに放っているため、この技を会得した者はいない（意図して放っていないので気付いた者はいない）とされる。
然るに、ケンシロウほか霞拳志郎、ラオウ、FC版『北斗の拳4』主人公が会得しており、ケンシロウの場合、この技とレイの南斗水鳥拳やトキの「柔の拳」を組み合せていた。攻撃は「実」、防御は「無」であり絶対無敵の究極奥義である。
幻闇壊
ある特定の条件がそろった時に秘孔による影響が出る技。作中に登場したのはシャチによる北斗琉拳の技（技名不明）だが、これを見たケンシロウが「しかし何かが違う」と言いつつもこの技を連想している。
拳盗捨断
ケンシロウが最後にカイオウに放った技。「喝」を入れて合掌した後、手刀で拳そのものを破壊する。なお、手刀が透明化するのが特徴。
虚無背転
相手に気配を悟られることなく、一瞬にして敵の背後を取る。PS2版『北斗の拳』に登場。
北斗七死闘氣断
映画オリジナルで登場した北斗神拳究極の奥義。闘気の力で空へ舞い上がり、光線のような超弩級の闘気を乱射し相手の肉体を粉砕する。威力は絶大だが、使用者の全生命力を燃焼させる危険性を持つ技。無想転生が愛と哀しみをきっかけに発動するのに対し、こちらは怒りをきっかけに発動する。ケンシロウとラオウが使用し、街一つを壊滅するほどの激闘を展開するが、闘気の絶対量とコントロールに長けたラオウに軍配が上がった。
蒼龍天羅（究極秘奥義）
『蒼天の拳』で登場した北斗神拳究極秘奥義。女人（聖母）像に触れ、北斗神拳創始者の生涯を理解した北斗神拳正統継承者のみに扱うことが許される「一子相伝の秘奥義」。歴代の北斗神拳伝承者の何人かはこの奥義を使うことができたとされるが、彼らと相対した者たちは北斗劉家拳伝承者の劉宗武を除いて全員その奥義の前に死という形でしか決着を迎えられなかったために伝説でのみ、その存在が語られていた。
技の内容は女人像の姿をした巨大な闘気が空中にて北斗神拳伝承者とその相対する者を包み込み、その中に彼ら以外の何者も寄せ付けない空間を展開するというもの。その空間内は上下の感覚が無く互いの間合いと技の予測が両者の中で幾度も展開される言わば「死の結界」と呼ぶに相応しい環境で、作中の霞拳志郎と劉宗武は何度も自分たちの「死」を体験するという異常な事態に陥っていた。仮にその体験した通りに行動すると確実にその結果が現実に反映されることとなる（確実に予測した殺し方もしくは殺され方が再現される）。

## 格闘ゲームでの北斗神拳・技名
セガの対戦型格闘ゲーム『北斗の拳』で使用された技名。ほとんどは原作にあった何らかの動作を技として切り抜いて名前を付けたものである。
北斗蛇雷咬
ケンシロウによる突進してのパンチ。
北斗呑龍呼法
ラオウ専用の呼吸法。一時的に強力な技を使えるようになる、転龍呼吸法の上位版とも言える技。
『北斗無双』では攻撃を受けても怯み難くなる伝承奥義。
北斗天将雷撃
原作でラオウがトキに対して放ったチョップ。
北斗羅裂拳
ラオウによる拳のラッシュ。アニメでジュウザに対して放った技。
『北斗無双』でも登場するが、こちらでは空手チョップ→拳の連打→蹴り飛ばすという流れ。
北斗滅天把
原作のラオウ編ラストで、ケンシロウと最後に打ち合ったラオウ全霊の拳。一撃必殺奥義。
北斗破流掌
相手の技を受け流し反撃するトキの技。
北斗酔舞撃
北斗破流掌とほぼ同じ性質を持つ反撃技。こちらはしゃがんで足元への攻撃に対して反撃を行う。
北斗流弧陣
バリア状の闘気を出し、相手の飛び道具に「七星ゲージを減らす効果」を付加して跳ね返す。アニメで聖帝軍を退けるときや、『北斗無双』でも使われている。
北斗無想流舞
トキの柔拳の動きに名前をつけたもの。格闘ゲームでは8方向に対応する移動技だが非常に高速なだけでなく、さらに通常・特殊技とこの技を相互にキャンセルして連繋することができる。
原作・アニメ・新劇場版ではこれでラオウとの間合いを詰めた。
北斗砕覇拳(北斗覇砕拳)。
原作でラオウに対してトキが出した剛拳のアッパーに名をつけた究極奥義。当てた時に特定の条件を満たしていると、原作でラオウの頭上に死兆星が光った時の再現でトキが天を指差す演出が入る。
本来は秘孔・刹活孔を突いて剛力を得た状態のトキ故に使えた技だが、格闘ゲームでは刹活孔を突かなくても使用可能。

## ゲーム『北斗無双』の技
北斗天魁千烈掌
ケンシロウの技。前方に凄まじい量の闘気を乱射する。
北斗把天壊拳
ラオウの技。北斗滅天把と同一の技。
北斗震天雷
ラオウの技。闘気をドーム状に展開し、周りの敵を一掃する。ケンシロウ戦のクライマックスで使用した技。
北斗剛天衝
ラオウの技。天空に闘気を放出する。ケンシロウに敗れた後の動作の再現。
拳王天墜撃
ラオウの技。両手を天にかざして闘気を球状に凝集し、まるで天を落とすかのごとく地上にぶつけて大爆発を起こす。
三尖破孔撃
トキの技。三回連続で秘孔を突く。
北斗精光法
トキの技。自分の体力を回復させる。
北斗羅睺掌
トキの技。相手の気を吸収し、自分の体力を回復する。
不離気双掌
トキの技。両手に気を溜め込み、強烈な突きを放つ。原作で持久戦に持ち込んだラオウに使用した技。
北斗乾坤圏
トキの技。前方に無数の気弾を撃つ。
北斗有情鴻翔波
トキの技。空中に浮かんだ状態から両手より闘気を直線状に斜め下へと放ち、そのまま空中で回転して周囲を薙ぎ払う。
陰陽殺
ジャギの技。相手の頭を両手で掴んでからその直上へ倒立し、体を180度捻って相手の首の骨をへし折る。
北斗邪剪手
ジャギの技。相手に膝蹴りをしてから、両手で首側面の秘孔を突く。原作で大男に放ったジャギ版の交首破顔拳と呼べる技。
秘孔穿腕孔
ジャギの技。左手の人差し指で右腕の秘孔を突き、腕力を高める。原作でケンシロウに秘孔を突かれて、右手に持ったショットガンで自分を撃つよう操られた際、それを解除したのと同じ動作。